# Ложголово
Ло́жголово — деревня в Сланцевском районе Ленинградской области. Входит в состав Старопольского сельского поселения.

## История
Первое упоминание о Ложголове встречается в писцовой книге Шелонской пятины 1497/1498 года письма Матвея Ивановича Валуева. В это время деревней Лошголова, которая ранее была за новгородским боярином Иваном Захарьиным Овиновым, владел помещик Ивашко Васильев Ефимьев Нагой; а деревней Ложголова Задняя, бывшей когда-то за новгородцем Ондреем Посохновым — помещик Ивашко Родивонов сын Мякинин. Находились они тогда в Шелонской пятине Сумерском погосте.
В дальнейшем все земли Сумерского погоста перешли ко Дворцу великого князя, а погост стал именоваться Сумерской волостью. В 1622—1623 году Сумерская волость (приписана она была в то время к Старорусскому уезду) разделялась на более мелкие территориальные единицы — сотни, среди них была и Ложголовская сотня.
Во время подачи сказок к 3-й ревизии в 1762 году деревни Большее Ложголово и Ложголово по-прежнему состояли в Сомерской волости Ложголовской сотне.
Судя по различным метрическим книгам церкви святого великомученика Георгия, в конце XVIII — начале XIX века село Ложголово и весь ложголовский церковный приход (Пазерье, Загорье, Братилово, Ликоская и др.) составляла вотчина помещиков Пуговошниковых.
В годы екатерининской реформы волости и сотни были упразднены; к 1778 году деревня Ложголово стала относиться к Гдовскому уезду.
В 1785—1786 годах она состояла за Ариной Стахеевной Пуговишниковой (в одном случае её фамилия записана в виде прозвища — Пуговишница).
В 1790 и 1804 годах владельцем вотчины (с центром в усадище Мельница) записан бригадир Сергий Иванович Пуговошников.
В 1814 и 1819 годах владелицей вотчины записана Александра Ивановна Пуговошникова.
Затем Ложголово принадлежало помещикам Татариновым, владевшим и усадьбой «Долгая Мельница».

Окрестности деревни Ложголово на карте 1834 года

На карте Санкт-Петербургской губернии Ф. Ф. Шуберта 1834 года, упоминается село Ложголово, состоящее из 46 крестьянских дворов.

ЛОЖГОЛОВО — деревня принадлежит Татаринову, чиновнику 8-го класса, число жителей по ревизии: 141 м. п., 156 ж. п. 
 При ней: церковь каменная во имя Великомученика и Победоносца Георгия. (1838 год)

В 1852 году село Ложголово (6 дворов церковного причта, в них 9 человек мужского, 15 человек женского пола; 46 дворов крестьянских, в них 145 человек мужского, 176 человек женского пола) и деревня Паозерье (14 дворов крестьянских, в них 43 человека мужского, 46 человек женского пола) принадлежали полковнику Александру Алексеевичу Шкляревичу.

ЛОФГОЛОВА — деревня господина Шкляревича, по просёлочной дороге, число дворов — 50, число душ — 146 м. п. (1856 год)

ЛОЖГОЛОВО — деревня владельческая при речке Долгой, число дворов — 51, число жителей: 139 м. п., 176 ж. п.;

ЛОЖГОЛОВО — погост при колодце, число дворов — 3, число жителей: 6 м. п., 16 ж. п.; Церковь православная. (1862 год)

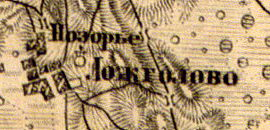
Деревня Ложголово на карте 1863 года

После отмены крепостного права, деревня Ложголово была приписана к Ложголовской волости Гдовского уезда (центр волости в деревне Лососкина).
Примерно с 1838 года и до установления Советской власти, деревня административно относилась к 1-му стану Гдовского уезда.
С 1917 по 1927 год деревня была административным центром Ложголовской волости.
22 марта 1922 года Ложголовская волость была передана из Гдовского в Ямбургский уезд (17 мая этого же года переименован в Кингисеппский уезд).
1 августа 1927 года, после ликвидации губерний, уездов и волостей, деревня Ложголово вошла в состав Ленинградской области Осьминского района Ложголовского сельского совета.
10 февраля 1931 года была передана из Осьминского в состав Кингисеппского района.
По данным 1933 года деревня Ложголово являлась административным центром Ложголовского сельсовета Кингисеппского района, в который входили 5 населённых пунктов: деревни Ариновщина, Долгая Мельница, Загорье, Поозерье, Ложголово, общей численностью населения 817 человек.
По данным 1936 года в состав Ложголовского сельсовета входили 5 населённых пунктов, 164 хозяйства и 3 колхоза.
Во время Великой Отечественной войны село входило в повстанческий край, образовавшийся в северо-западной части области в ходе партизанского восстания против немецко-фашистских оккупантов (1943 год). Деревня была освобождена от немецко-фашистских оккупантов 1 февраля 1944 года.
В 1948 году в Ложголове был обнаружен клад серебряных монет (денарии, дирхемы, византийский малиарисий), который относят к 1030—1040 годам.
3 ноября 1965 года деревня Ложголово в составе Ложголовского сельсовета была передана из Кингисеппского во вновь образованный Сланцевский район.
По данным 1973 года деревня Ложголово входила в состав Ложголовского сельсовета.
По данным 1990 года деревня Ложголово входила в состав Старопольского сельсовета Сланцевского района.
В январе 1994 года Старопольский сельский совет был переименован в Старопольскую волость.
В 1997 году в деревне проживал 71 человек, в 2007 году — 63.

### Храмы в Ложголове
Около 1660 года трудами зажиточного крестьянина по прозвищу «Шишимар» была построена деревянная церковь во имя великомученика Георгия с тёплым приделом Покрова Пресвятой Богородицы. Примерно с 1780-х годов приписана она была к Череменецкому, а с 1795 года к Гдовскому духовному правлению. В 1831 году она сгорела.
В 1893—1894 годах на этом месте была построена деревянная церковь-школа в честь Покрова Пресвятой Богородицы. В 1936 году её закрыли и, впоследствии, перестроили под жилой дом; затем здание пустовало, находясь в аварийном состоянии.
В 1832—1834 годах по проекту архитектора А. Комарова и на средства местного помещика Николая Александровича Татаринова была построена новая каменная церковь, освящённая в ноябре 1835 года во имя Георгия Победоносца. Позже церковь неоднократно перестраивалась: 1879 — архитектор Г. А. Соловьёв, 1908 — инженер П. Соколов, 1912 — архитектор П. П. Трифанов. В 1937 году в храме было прекращено богослужение, а его настоятель священник Михаил Иевлев расстрелян. В войну, в 1941 году, службы здесь возобновились и продолжались по 1962 год. После здание использовалось для хозяйственных нужд местного совхоза. Вновь православная община при храме была создана в 1991 году. 31 августа 1998 года церковь была освящена после ремонта.
Близ Георгиевской церкви, на месте, где по преданию видели чудесное явление святого Георгия Победоносца, долгое время стоял древний каменный крест. После его перенесли на хранение в часовню, выстроенную здесь в XIX веке в честь этого святого. В 1960-х годах часовню приспособили под кузницу, а крест перенесли к Георгиевской церкви. Во время реставрации (реставратор-строитель В. Д. Капинос) каменный крест возвратили в 2003 году в часовню. В 2004 году здание было вновь освящено, как тёплая церковь.

## География
Деревня находится в северо-восточной части района к западу от автодороги 41К-188 (Гостицы — Большая Пустомержа).
Расстояние до административного центра поселения, деревни Старополье — 20 км.
Деревня протянулась с северо-северо-запада на юго-юго-восток. По смежеству расположена деревня За́горье. Северная часть Ложголова носит название Паозерье, раньше это была отдельная деревня (Паозерье).
Деревня находится на правом берегу реки Долгой, притоке Луги.

## Демография
| 1862 | 2007 | 2010 | 2017 |
| ---- | ---- | ---- | ---- |
| 337  | ↘63  | ↗101 | ↘45  |

## Фото

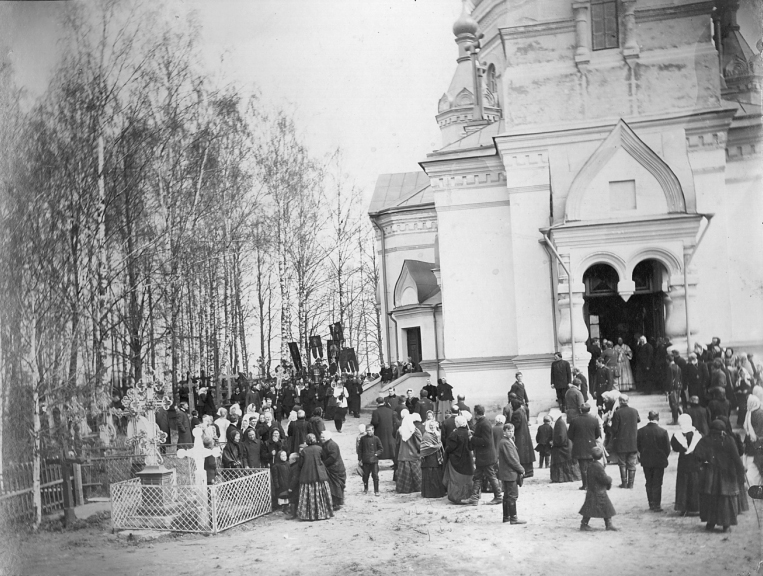
Крестный ход у церкви святого Георгия. 1912 год
Внутреннее убранство Георгиевской церкви. Священник Владимир Виноградов. Начало XX века
Внутреннее убранство Георгиевской часовни. 1912 год
Покровская церковь-школа. Начало XX века
Внутреннее убранство Покровской церкви-школы. Начало XX века

## Достопримечательности
- Действующая православная церковь Георгия Победоносца (архитектор А. Комаров). Построена в 1835 году
- Мемориальная плита-памятник погибшим в 1919 году двадцати белогвардейцам армии Юденича (установлен 5 октября 2013 года)[36]
- Каменный крест на месте, на котором по легенде явился людям Георгий Победоносец (находится внутри Георгиевской часовни)[37][38]
- Памятник-стела на месте гибели 15 июля 1941 года лётчиков военной эскадрильи Балтийского флота лейтенанта В. А. Шевлягина, лейтенанта В. А. Павлова и других[39]
- Бывшая ГЭС, построенная в 1948 году, и разрушенная к 1970-м годам

## Предприятия и организации
- Почтовое отделение
- Фельдшерско-акушерский пункт
- Ложголовский Дом культуры

## Известные уроженцы
- Иакинф (Кузнецов) (1862—1927) — архимандрит, настоятель Пантелеимонова монастыря на Афоне

## Улицы
Загорская, Ложголовская и Паозерская.

## Праздники
День деревни — отмечается 24 августа. В Доме культуры дают представления, читают стихи, устраиваются народные гуляния.